# Sanhoane (Santa Marta de Penaguião)
Sanhoane ist ein Ort und eine ehemalige Gemeinde (Freguesia) im portugiesischen Kreis Santa Marta de Penaguião. Die Gemeinde hatte 375 Einwohner (Stand 30. Juni 2011).
Am 29. September 2013 wurden die Gemeinden Sanhoane, Lobrigos (São Miguel) und Lobrigos (São João Baptista) zur neuen Gemeinde União das Freguesias de Lobrigos (São Miguel e São João Baptista) e Sanhoane zusammengeschlossen.